# Polystichum × bichnellii
Polystichum × bichnellii là một loài dương xỉ trong họ Dryopteridaceae. Loài này được Hahne mô tả khoa học đầu tiên.